# Жихарка (мультфільм, 2006)
Жихарка — російський анімаційний фільм 2006 року студії «Пілот». Входить до циклу "Гора самоцвітів".

## Сюжет
Кіт і горобець пішли на ярмарок і залишили маленьку дівчинку Жихарку саму вдома. Але її хотіла забрати лисиця, щоби з'їсти. Після кількох спроб лисиця вкрала Жихарку, але не з'їла тому що Жихарка утекла до свого будинку. А коли це побачили кіт і горобець, вони прогнали лисицю і повернули Жихарку собі.

## У ролях
Катя Кудрявцева, Михайло Березовий, Анатолій Лобоцький, Ольга Гусилетова, Олег Ужинов.

## Міфологія
У казці згадується  міфологічний істота бабайка, який лякає маленьку дівчинку.